# Нирки

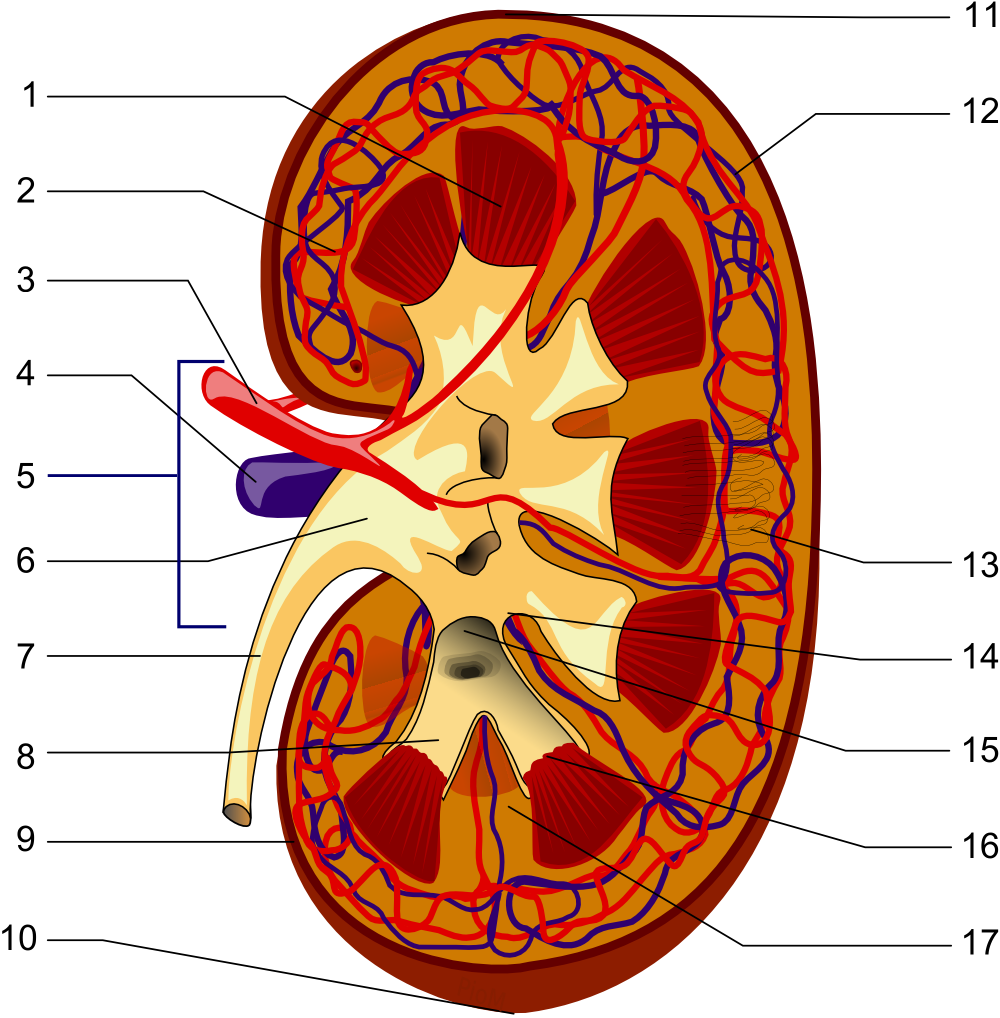
Будова нирки:
1. Мозкова речовина та ниркові піраміди (Pyramides renales)
2. Виносна клубочкова артеріола (Arteriola glomerularis efferens)
3. Ниркова артерія (Arteria renalis)
4. Ниркова вена (Vena renalis)
5. Ниркові ворота (Hilus renalis)
6. Ниркова миска (Pelvis renalis)
7. Сечовід (Ureter)
8. Мала ниркова миска (Calices minores renales)
9. Фіброзна капсула нирки (Capsula fibrosa renalis)
10. Нижній полюс нирки (Extremitas inferior)
11. Верхній полюс нирки (Extremitas superior)
12. Приносна клубочкова артеріола (Arteriola glomerularis afferens)
13. Нефрон (Nephron)
14. Ниркова пазуха (Sinus renalis)
15. Велика ниркова миска (Calices majores renales)
16. Вершина ниркової піраміди (Papillae renales)
17. Нирковий стовп (Columna renalis)

Ни́рка (лат. ren, род. відм. renis; грец. νεφρός) — життєво важливий парний орган у хребетних тварин, зокрема людини, що розташований в заочеревинному просторі. Основна його функція виведення продуктів життєдіяльності шляхом фільтрації крові. Також нирки беруть участь в регуляції водно-сольового балансу, кров'яного тиску, кровоутворення, кальцієвому обміні тощо.

## Еволюція та онтогенез нирки
У зародків (личинок) хребетних спочатку утворюється головна нирка, або пронефрос. Риси будови такої нирки у дорослих особин зберігаються лише у міног. У зародків первинноназемних тварин (амніотів) спочатку закладається протонефрос, потім закладаються тулубові нирки (мезонефрос) та виникає вольфів і мюллерів канали. Однак у другій половині зародкового розвитку у тазовій області утворюються канальці вторинної, або тазової нирки (метанефрос). Мезонефрос функціює протягом усього життя у круглоротих, риб та земноводних.

## Будова та функціювання нирок
Нирки складаються з мільйонів мікроскопічних капілярних ниркових клубочків та канальців. За 1 хвилину через нирки проходить 1200 мл крові, яка фільтрується в клубочках, після чого в канальцях вибірково всмоктується назад вода та інші речовини. Робота нирок залежить від часу доби — вночі сповільнюється, положення тіла — в горизонтальному посилюється, кров'яного тиску. У нормі за добу виділяється 1,5 л сечі.
Структура тканини нирки має особливу будову, тому належить до паренхіматозних органів.
Нефрон — це структурно-функціональна одиниця нирки, що складається з системи звивистих і прямих епітеліальних канальців, які починаються від кожного ниркового тільця.

Нефрон включає:
- капсулу Шумлянського-Боумена
- проксимальний звивистий і прямий канальці
- тонкий каналець
- дистальний прямий і звивистий канальці

Ниркове тільце — це судинний клубочок разом з капсулою Шумлянського-Боумена.
Залежно від локалізації і особливостей будови нефрони бувають кіркові й юкстамедулярні. Кіркові своєю чергою поділяються на короткі — 1 %, які цілком занурені в кіркову речовину і проміжні — 80 %, це петлі, які спускаються у зовнішню зону мозкової речовини. Юкстамедулярні нефрони становлять 20 %, вони дуже довгі і глибоко сягають мозкової речовини.
Ендокринний комплекс нирки
містить такі види клітин:
- юкстагломерулярні клітини — розташовані під ендотелієм і стінці приносної і виносної артеріол, овальної форми, у цитоплазмі є гранули реніну — що виділяються у кров, ренін сприяє підвищенню кров'яного тиску.
- клітини щільної плями — лежать біля ниркового тільця, між приносною і виносною артеріолами, не мають базальних складок, особливістю базальної мембрани є те, що вона утворює розчеплення між якими лежать відростки юкставаскулярних клітин, це сприяє контакту між цими клітинами, що необхідно для регуляції синтезу реніну і запобіганню вилущуванню клітин щільної плями. Ці клітини реагують на зміну концентрації натрію в сечі.
- юкставаскулярні клітини — розташовані в ділянці судинного полюса ниркового тільця, вважають, що вони продукують ренін, а також еритропоетин.
- інтерстиційні клітини — мезенхімального походження, розташовані у стромі мозкових пірамід. Продукують простагландини, які знижують кров'яний тиск.

### Кровопостачання
Нирки отримують кров через ниркові артерії, ліву та праву, які відгалужуються безпосередньо від черевної аорти. Нирки отримують приблизно 20–25% серцевого викиду у дорослої людини. Кожна ниркова артерія розгалужується на сегментарні артерії, які далі діляться на міжчасткові артерії, що проникають через ниркову капсулу і проходять через ниркові стовпи між нирковими пірамідами. Міжчасткові артерії потім постачають кров до дугових артерій, які проходять через межу кори та мозкової речовини. Кожна дугова артерія забезпечує кілька міжчасточкових артерій, які живлять приносні артеріоли, що постачають кров до клубочків.
Кров відтікає з нирок у нижню порожнисту вену. Після фільтрації кров проходить через малу мережу дрібних вен (венули), які зливаються в міжчасточкові вени. Як і з розподілом артеріол, вени йдуть за тим самим зразком: міжчасточкові забезпечують кров до дугових вен, потім до міжчасткових вен, які формують ниркові вени, що виходять з нирки.

### Іннервація
Нирка і нервова система спілкуються через ниркове нервове сплетення, волокна якого проходять вздовж ниркових артерій до кожної нирки. Імпульси від симпатичної нервової системи викликають вазоконстрикцію в нирці, тим самим зменшуючи нирковий кровотік. Нирка також отримує імпульси від парасимпатичної нервової системи, через ниркові гілки блукаючого нерва; функція цього досі не з'ясована. Сенсорні імпульси від нирки надходять до рівнів T10–11 спинного мозку і відчуваються у відповідному дерматомі. Таким чином, біль у ділянці боку може бути відображеним від відповідної нирки.

## Захворювання
Захворювання нирок поділяють на запальні (виникають після застуди, стрептококових уражень ротоглотки, внаслідок безпосереднього попадання збудників у сечовивідні шляхи — інфекція сечових шляхів) та незапальні — внаслідок артеріальної гіпертензії, цукрового діабету, порушень обміну речовин, аномалії розвитку (наприклад, підковоподібна нирка).

### Запальні захворювання
Запальні захворювання нирок (гломерулонефрит, пієлонефрит) виникають через кілька тижнів після застуди, стрептококового фарингіту, переохолодження тощо; можуть супроводжуватись такими скаргами — біль у попереку, підвищення температури, порушення сечовиділення, загальна слабкість. Можуть з'явитися набряки, підвищення артеріального тиску. Якщо з'являються такі скарги необхідно здати клінічний аналіз сечі, звернутися до дільничного терапевта. Ураження нирок запального характеру також відбуваються в перебігу деяких інфекційних хвороб — геморагічній гарячці з нирковим синдромом, лептоспірозі, хворобі, яку спричинює вірус Ебола тощо.

### Незапальні захворювання
Незапальні захворювання нирок — нефропатії, тривали час можуть перебігати безсимптомно, але якщо не вживати заходів, прогресує порушення функції нирок. Тому хворим на артеріальну гіпертонію, цукровий діабет потрібно час від часу здавати клінічний аналіз сечі. При виявленні патологічних змін в аналізі необхідно проконсультуватись у нефролога. Ураження нирок з ішемією їхньої паренхіми внаслідок спазму судин нирок відбувається при шоках, колапсі.
У жінок під час вагітності може порушуватись робота нирок внаслідок гестозу: виникати запальні процеси, підвищення артеріального тиску, набряки, виділення білка з сечею. Внаслідок падіння внутрішньочеревного тиску після пологів може розвиватись надмірна рухомість нирки — так звана, блукаюча нирка. Тому після пологів необхідно пройти обстеження у дільничного терапевта або нефролога.

### Діагностика
Багато ниркових захворювань діагностуються на основі детального медичного анамнезу та фізикального обстеження. Медичний анамнез враховує теперішні та минулі симптоми, особливо ті, що пов'язані з захворюваннями нирок; недавні інфекції; контакт з речовинами, токсичними для нирок; та сімейний анамнез захворювань нирок.
Функція нирок перевіряється за допомогою аналізів крові та аналізів сечі. Найпоширенішими аналізами крові є визначення креатиніну, сечовини та електролітів. Аналізи сечі, такі як загальний аналіз сечі, можуть оцінити pH, наявність білка, глюкози та крові. Мікроскопічний аналіз також може виявити наявність циліндрів та кристалів. Швидкість клубочкової фільтрації (ШКФ) можна виміряти безпосередньо ("виміряна ШКФ" або мШКФ), але це рідко робиться у повсякденній практиці. Натомість використовуються спеціальні формули для обчислення ШКФ ("розрахункова ШКФ" або рШКФ).

## Експресія генів і білків
У людини близько 20 000 білок-кодуючих генів експресуються в клітинах людини, і майже 70% цих генів експресуються в нормальних нирках дорослої людини. Трохи більше 300 генів більш специфічно експресуються в нирках, і лише близько 50 генів є високоспецифічними для нирок. Багато відповідних специфічних для нирок білків експресуються в клітинній мембрані і функціонують як транспортні білки. Найбільш експресованим специфічним для нирок білком є уромодулін, найпоширеніший білок у сечі з функціями, що запобігають кальцифікації та росту бактерій. Специфічні білки експресуються в різних відділах нирки: подоцин і нефрин експресуються в клубочках, білок SLC22A8 родини переносників розчинених речовин експресується в проксимальних канальцях, кальбіндин експресується в дистальних канальцях, а аквапорин 2 експресується в клітинах збірних трубочок.

## Інші тварини
У більшості хребетних мезонефрос зберігається у дорослому віці, хоча зазвичай зливається з більш розвиненим метанефросом; лише у амніотів мезонефрос обмежується ембріоном. Нирки риб та земноводних зазвичай являють собою вузькі, видовжені органи, що займають значну частину тулуба. Збірні протоки від кожного скупчення нефронів зазвичай впадають у архінефричну протоку, яка є гомологічною до сім'явиносної протоки амніотів. Однак ситуація не завжди така проста; у хрящових риб та деяких земноводних також є коротша протока, подібна до сечоводу амніотів, яка дренує задні (метанефричні) частини нирки і з'єднується з архінефричною протокою в сечовому міхурі або клоаці. Справді, у багатьох хрящових риб передня частина нирки може дегенерувати або взагалі припинити функціонувати у дорослому віці.
У найпримітивніших хребетних, міксин та міног, нирка незвично проста: вона складається з ряду нефронів, кожен з яких безпосередньо впадає в архінефричну протоку. Безхребетні можуть мати видільні органи, які іноді називають "нирками", але навіть у ланцетника вони ніколи не є гомологічними до нирок хребетних і точніше називаються іншими термінами, такими як нефридії. У земноводних нирки та сечовий міхур є середовищем існування спеціалізованих паразитів, моногеней родини Polystomatidae.
Нирки плазунів складаються з кількох часточок, розташованих у загалом лінійному порядку. Кожна часточка містить у своєму центрі одну гілку сечоводу, в яку впадають збірні протоки. Плазуни мають відносно мало нефронів порівняно з іншими амніотами подібного розміру, можливо, через їхній нижчий рівень метаболізму.
Птахи мають відносно великі, видовжені нирки, кожна з яких поділена на три або більше чітких часток. Частки складаються з кількох малих, нерегулярно розташованих часточок, кожна з яких центрована навколо гілки сечоводу. Птахи мають малі клубочки, але приблизно вдвічі більше нефронів, ніж ссавці подібного розміру.
Нирка людини є досить типовою для ссавців. Характерними особливостями нирки ссавців, порівняно з нирками інших хребетних, є наявність ниркової миски та ниркових пірамід, а також чітко розрізнювані кора та мозкова речовина. Остання особливість зумовлена наявністю видовжених петель Генле; у птахів вони значно коротші, а в інших хребетних по-справжньому відсутні (хоча нефрон часто має короткий проміжний сегмент між звивистими канальцями). Лише у ссавців нирка набуває своєї класичної "ниркової" форми, хоча є деякі винятки, такі як багатолопатеві ренікулятні нирки ластоногих та китоподібних.

### Еволюційна адаптація
Нирки різних тварин демонструють ознаки еволюційної адаптації і давно вивчаються в екофізіології та порівняльній фізіології. Морфологія нирок, що часто вимірюється як відносна товщина мозкової речовини нирки, пов'язана з посушливістю середовища проживання серед видів ссавців та дієтою (наприклад, хижаки мають лише довгі петлі Генле).

## Історія
Камені в нирках були виявлені та задокументовані приблизно так само давно, як існують письмові історичні записи. Сечовивідні шляхи, включаючи сечоводи, а також їхню функцію виведення сечі з нирок, були описані Галеном у другому столітті нашої ери.
Першим, хто дослідив сечовід через внутрішній підхід, названий уретероскопією, замість хірургічного втручання, був Хемптон Янг у 1929 році. Це було вдосконалено В.Ф. Маршаллом, який першим опублікував використання гнучкого ендоскопа на основі оптичних волокон, що відбулося в 1964 році. Введення дренажної трубки в ниркову миску, минаючи сечоводи та сечовивідні шляхи, назване нефростомією, було вперше описано в 1941 році. Такий підхід суттєво відрізнявся від відкритих хірургічних підходів у сечовій системі, що застосовувались протягом попередніх двох тисячоліть.

## Додаткові зображення

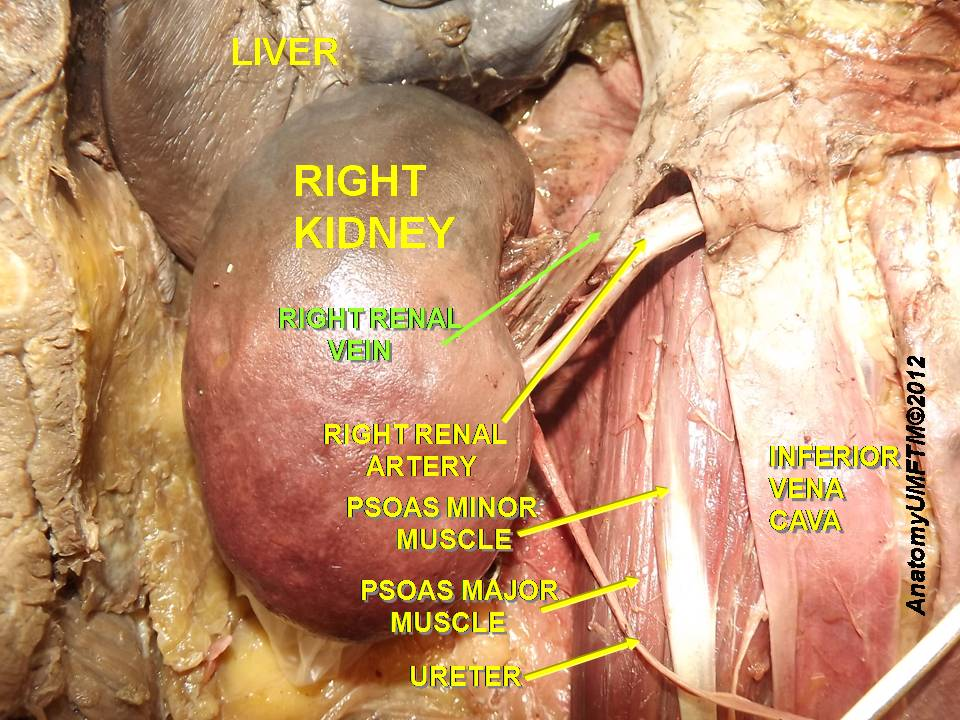
Права нирка
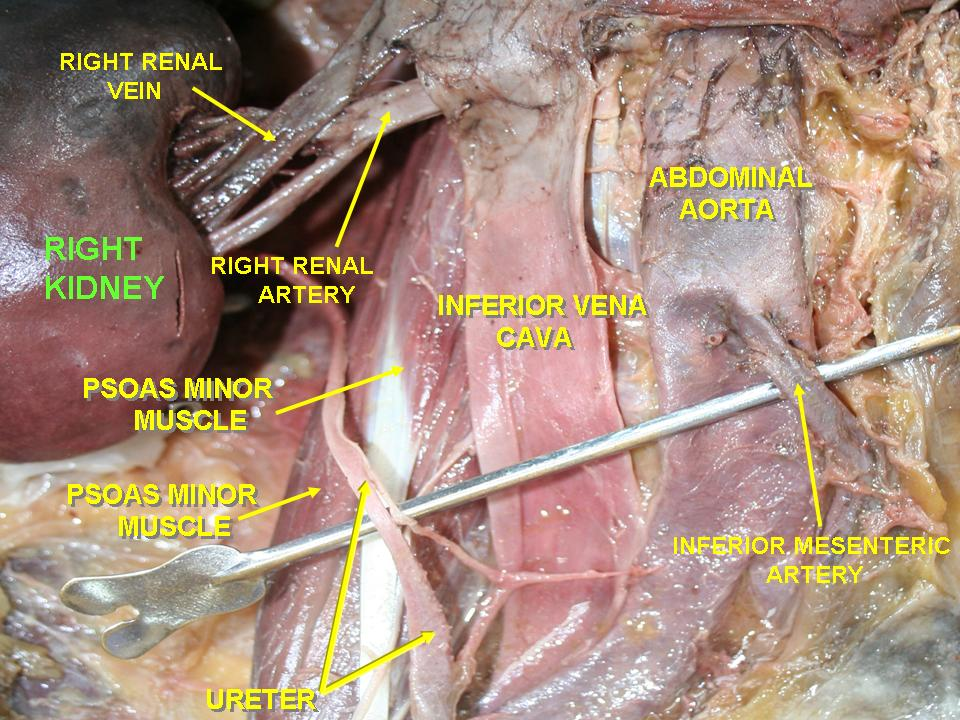
Нирка
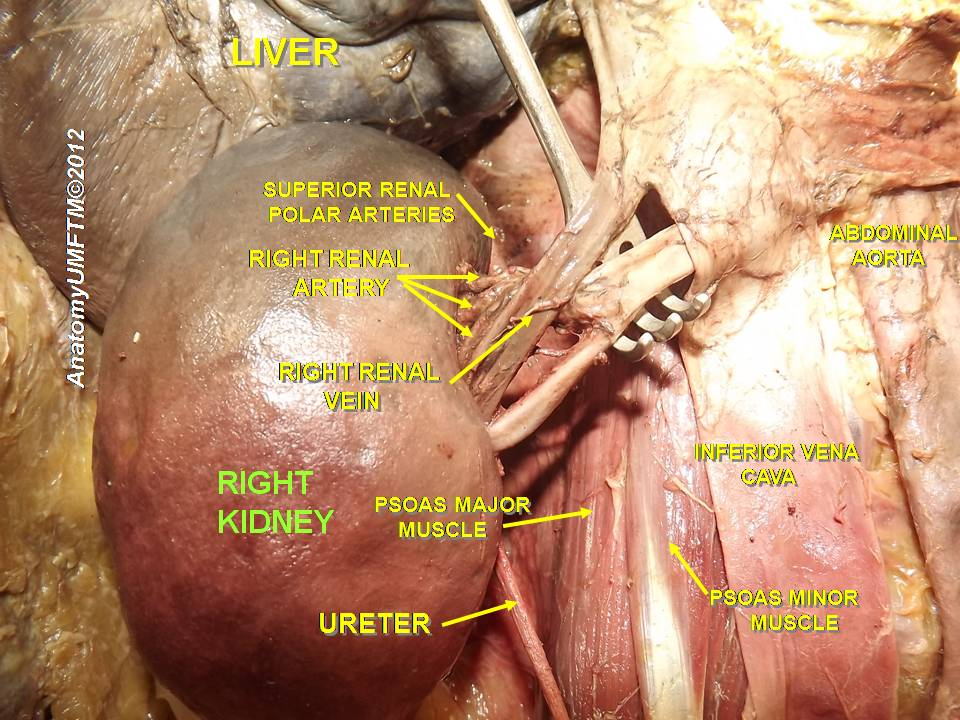
Права нирка
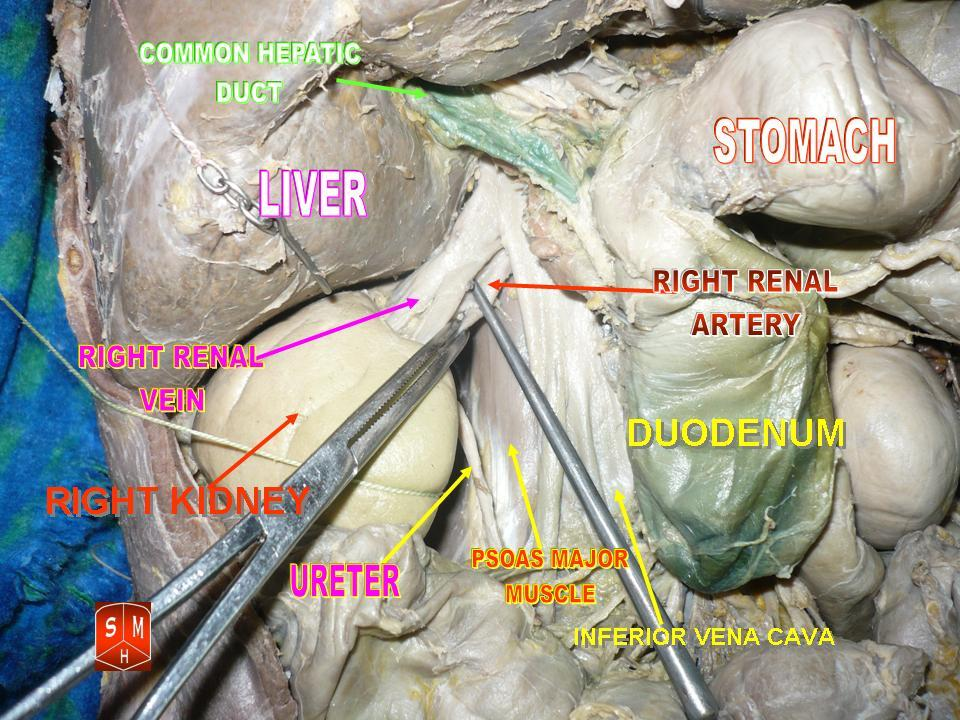
Права нирка
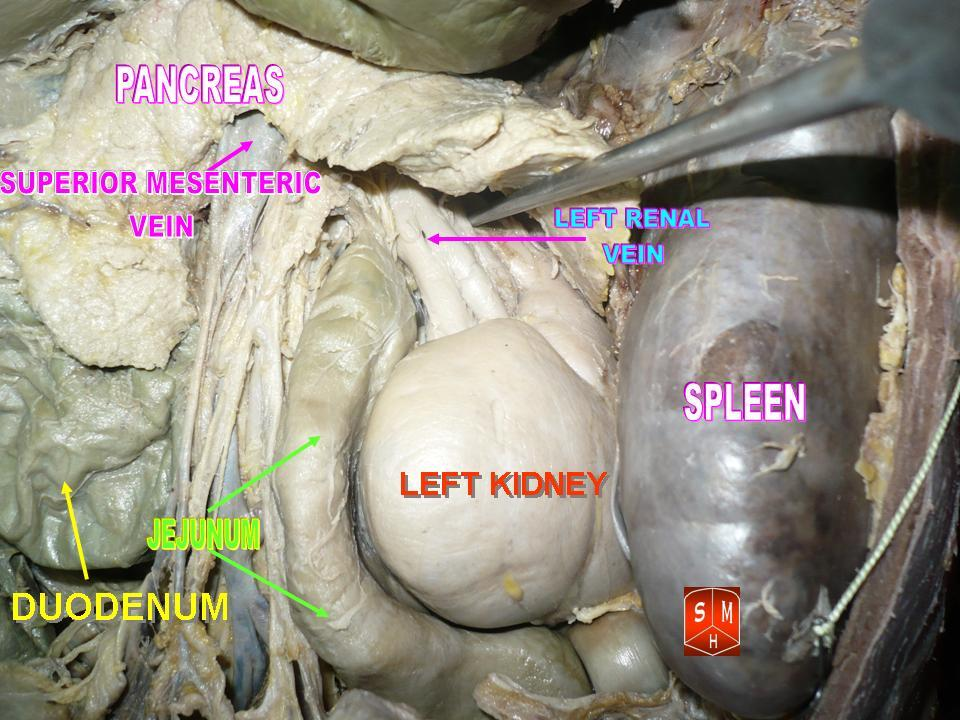
Ліва нирка
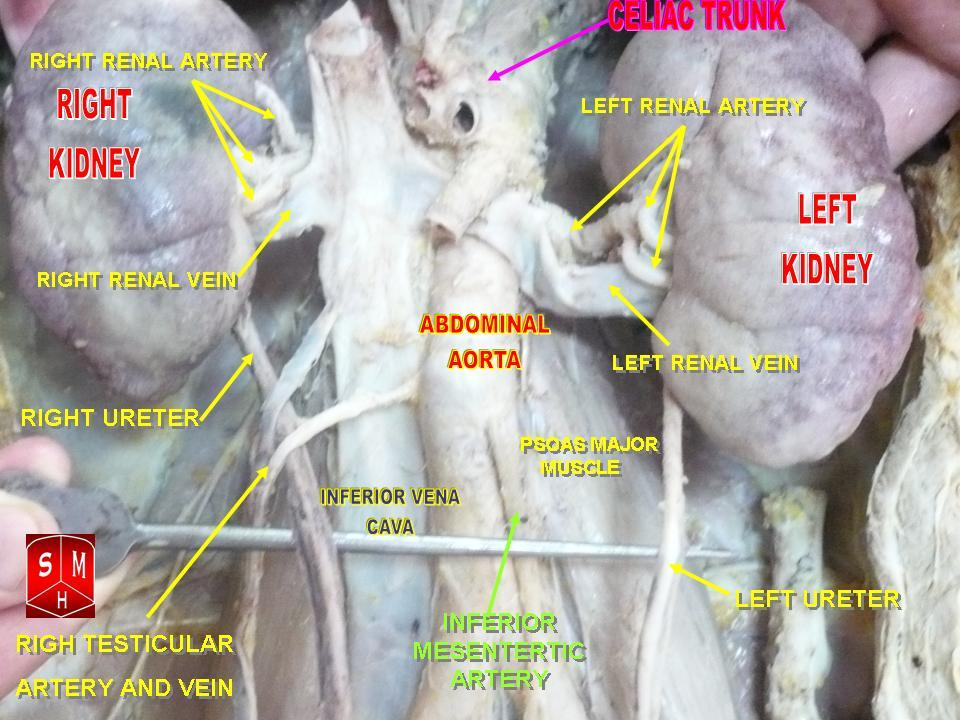
Нирки
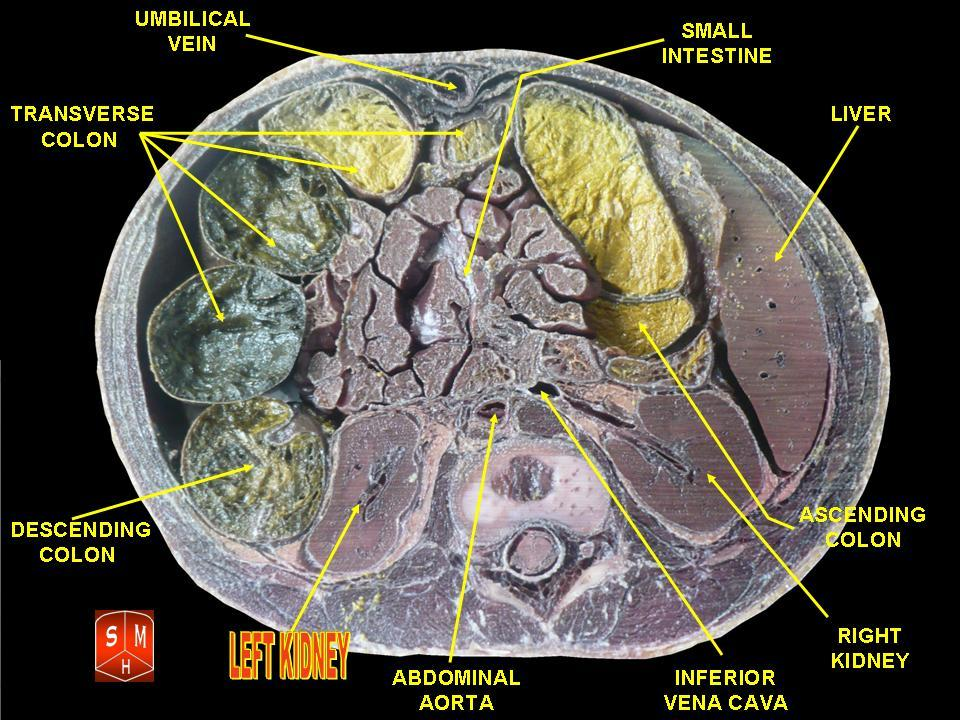
Ліва нирка

## Додаткова література
- Наточин Юрий Викторович. Основы физиологии почки. — Ленинград : «Медицина». Ленинградское отделение, 1982. — 208 с. — 7 000 прим. (рос.)
- Людина. / Навч. посібник з анатомії та фізіології. — Львів. 2002. — 240 с.